# Великобудищанский монастырь

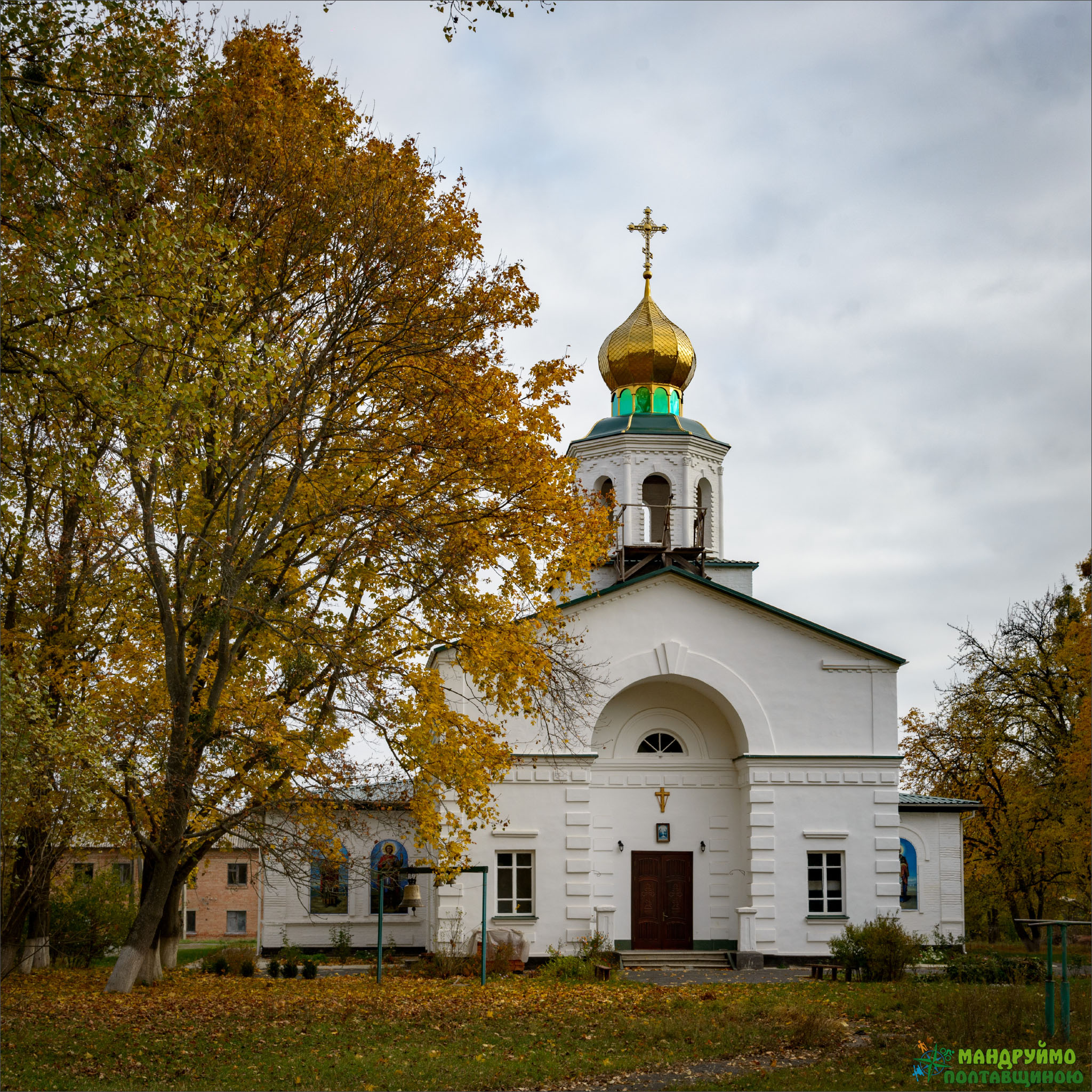
Центральный храм Великобудищанского монастыря, 2020 г.

Великобудищанский монастырь — православный монастырь Полтавской епархии Украинской православной церкви в Полтавской области Украины. Расположен в селе Писаревщина Диканьского района.

## История
В 1672 году на правом берегу реки Ворскла (приток Днепра), вблизи Полтавы (в 26 км; ныне терриотрия Диканьского района Полтавской области) был основан Спасский женский скит. В 1689 году на месте скита генеральный судья Василий Кочубей основал Спасский женский монастырь и подарил последнему Евангелие, напечатанное в Москве в 1681 году, со своей собственноручной надписью. Согласно указу императрицы Екатерины II от 10 апреля 1786 года о секуляризации монастырских земель, монастырские крестьяне были переданы государству, а за монастырём остались только 2 водяных мельницы на реке Ворскла. В 1887 году монастырь был перемещён в село Писаревщина и получил название Великобудищанский Свято-Троицкий монастырь, поскольку главным его храмом стала церковь Святой Троицы, построенная в 1819 году. В 1891 году на территории монастыря была построена Успенская трёхпрестольная церковь. При монастыре действовали двухклассная женская и приходская одноклассная школы.
В годы гражданской войны на Украине (1917-1921) монастырь и его храмы были разграблены. В 1922 году монастырь был закрыт советской властью. В 2008 году деятельность монастыря была возобновлена как Троицкого Великобудищанского женского скита Полтавского Крестовоздвиженского монастыря.